# Pep (firma)
Pep je mezinárodní maloobchodní společnost se sídlem v Kapském Městě v Jihoafrické republice. Firma byla založena roku 1965 a operuje v 11 zemích jižní Afriky včetně města Lobito v Angole, kde od listopadu 2008 provozuje outlet. V listopadu 2009 společnost provozovala 1 400 prodejen a zaměstnávala 14 000 zaměstnanců. Podnik se zaměřuje na prodej levného oblečení a je to největší single-brand maloobchod v Jihoafrické republice. Společnost též vlastní a vede největší oděvní továrnu v jižní Africe. Pep je dceřinou společností firmy Pepkor.